# Юн Чон Кю
Юн Чон Кю (кор. 윤종규, нар. 20 березня 1998, Йондок) — південнокорейський футболіст, захисник клубу «Сеул» і національної збірної Південної Кореї.

## Клубна кар'єра
Народився 20 березня 1998 року. Вихованець юнацьких команд школи Shingal High School та клубу «Сеул».
У дорослому футболі дебютував 2017 року виступами за друголігову команду «Кьоннам». 
2018 року повернувся з оренди до «Сеула» і дебютував у його складі в іграх K-Ліги 1.

## Виступи за збірні
2015 року дебютував у складі юнацької збірної Південної Кореї (U-17), загалом на юнацькому рівні взяв участь у 6 іграх, відзначившись 3 забитими голами.
Протягом 2016–2021 років залучався до складу молодіжної збірної Південної Кореї. На молодіжному рівні зіграв у 25 офіційних матчах, забив 1 гол.
2020 року дебютував в офіційних матчах у складі національної збірної Південної Кореї. 2022 року був включений до її заявки на тогорічний чемпіонат світу в Катарі.
| Дата       | Місто            | Господарі      | Результат | Гості          | Турнір           | Голи | Примітки |
| ---------- | ---------------- | -------------- | --------- | -------------- | ---------------- | ---- | -------- |
| 17-11-2020 | Марія-Енцерсдорф | Катар          | 1 – 2     | Південна Корея | товариський матч | -    |          |
| 20-7-2022  | Тойота           | КНР            | 0 – 3     | Південна Корея | EAFF 2022        | -    | 73'      |
| 23-9-2022  | Коян             | Південна Корея | 2 – 2     | Коста-Рика     | товариський матч | -    | 60'      |
| 11-11-2022 | Хвасон           | Південна Корея | 1 – 0     | Ісландія       | товариський матч | -    | 60'      |
| Усього     |                  | Матчів         | 4         |                | Голів            | 0    |          |